# Kathy Shower
Kathy Shower, Kathleen Ann Schrauer, född 8 mars 1953 i Brookville, Ohio, USA, är en amerikansk fotomodell och skådespelare. Hon utsågs till herrtidningen Playboys Playmate of the Month för maj 1985 och till Playmate of the Year för 1986. Hon har bland annat gästspelat i TV-serien Nattens riddare.

## Filmografi

### Filmer
- 1987 - Commandos slår till - Kat Withers
- 1988 - Velvet Dreams - Laura
- 1990 - Vittne i natten II - Carolyn Ross
- 1995 - Farligt förspel - Vinnie
- 2009 - Playmate Model Mom - Herself

### TV-serier
- 1985-1986 - Nattens riddare - Claudia Terrell, 2 avsnitt
- 1985-1986 - Santa Barbara - Janice Harrison, 21 avsnitt